# Ein Wahnsinnstag
Ein Wahnsinnstag ist ein deutscher Fernsehfilm aus dem Jahr 2022. Er wurde am 27. Mai 2022 im Fernsehprogramm des Ersten im Rahmen der Reihe Endlich Freitag im Ersten ausgestrahlt.

## Handlung
Ein Freitagmorgen in Köln. Die alleinerziehenden Frederike und Philipp bringen ihre Kinder wie gewohnt zur Schule. Doch da eine Fliegerbombe gefunden wurde und Teile von Köln-Nippes schnell evakuiert werden müssen, fällt die Schule aus und der Tagesplan der Eltern in sich zusammen. Frederike hat am Nachmittag ein wichtiges Probekochen, bei dem es um den Job als Köchin in der Schulmensa geht. Doch zurück in ihre Wohnung zur Vorbereitung kann sie nicht, weil sie im Sperrgebiet liegt. Philipp ist am Vormittag als Stadtführer gebucht, für den Museumsmitarbeiter die Möglichkeit eines weiteren beruflichen Standbeins. Da ihre Kinder Fritz und Miriam nirgendwo hinkönnen, entscheiden sich die beiden Erwachsenen, sich mit dem Aufpassen auf die Kinder abzuwechseln.
Frederike nimmt die beiden als Erste, während Philipp zu seiner Stadtführung für eine Gruppe Würzburger Senioren aufbricht. Frederike hat mit ihren Vorbereitungen und den Kindern allerhand zu tun; Miriam klettert unbeaufsichtigt an einer Kirche, Fritz zieht sich eine Platzwunde zu, die genäht werden muss. Philipp hingegen wird von einem mürrischen Teilnehmer bei seiner Führung immer wieder herausgefordert. Mit Geschick meistert er auch das und kann sich durch einen Trick zwischendurch für eine Zeit absondern, um bei einer Wohnungsbesichtigung vorzusprechen. Leider ist die Wohnung nur kinderlos zu haben, doch auf der anderen Straßenseite gibt es eine, auf die sich ein gerade schwangeres Paar bewirbt. Philipp plant, dort später mit seiner hochschwangeren Schwester Isa aufzutauchen, um seine Chance zu erhöhen.
Der Nachmittag bricht an und die beiden wollen gerade die Kinder übergeben, als Isa wegen ihrer geplatzten Fruchtblase absagen muss. Philipp kann Frederike kurzerhand überzeugen, seine schwangere Frau zu spielen. Die beiden machen auch einen guten Eindruck, doch die Vermieterin – früher Frauenärztin – durchschaut das Spiel. Frederike erreicht jedoch mit einem Gespräch, dass Philipp weiterhin im Rennen bleibt. Jetzt müssen allerdings auch ihre Kochvorbereitungen weitergehen. Da die eigene Küche nicht zur Verfügung steht, muss die Küche ihrer guten Freundin Susi herhalten, die dies wegen ihres Freundes eigentlich verboten hat. Auch hier geht einiges schief; so zerstören die Kinder das Modell eines Moleküls, das sie gemeinsam mit Philipp aber wieder zusammensetzen können. Zwischen den beiden Erwachsenen wächst die gegenseitige Sympathie; Philipp sagt, dass er Frederike mag.
Das Vorkochen in einer Eckkneipe vor dem Vorstand des Schulvereins ist ein voller Erfolg; Frederike bekommt die Zusage. Doch eine Mutter aus dem Vorstand, die mitbekommt, dass es zwischen Frederike und Philipp starke Sympathie gibt, sagt Frederike, Philipp hänge noch sehr stark an seiner Exfrau. Dies verunsichert Frederike, sodass sie mit ihrem Sohn davonfährt, obwohl Philipp mit ihr und den Kindern gern feiern würde. Freundin Susi rät Frederike, mit Philipp darüber zu sprechen. Tatsächlich begegnen sich die beiden im Krankenhaus, als Philipp die Zusage zur Wohnung erhält.
Frederike fährt am Abend zu Philipps neuer Wohnung und fragt, ob das Angebot zu feiern noch stehe. Die vier verbringen einen schönen Abend, an dessen Ende sich Frederike und Philipp küssen.

## Produktion
Der Film wurde vom 23. März bis zum 27. April 2021 in Köln gedreht. Am Ende des Films wird das Lied Friday I’m in Love von The Cure gespielt.

## Rezeption

### Kritiken
Das Lexikon des internationalen Films gibt dem Film 2,5 von 5 Sternen. Es beschreibt den Film als eine Komödie, „deren seichte Elemente zumindest über weite Strecken von spielfreudigen Darstellern und munterer Stimmung aufgefangen werden. Die grundsätzliche Harmonie wird allerdings nicht nachhaltig durch allzu große Realitätseinbrüche gestört.“
Rainer Tittelbach gibt dem Film in seiner Besprechung bei tittelbach.tv insgesamt 5 von 6 möglichen Sternen. Es sei ein „ganz & gar wohltuender Film – auch und gerade in Krisen-Zeiten wie diesen“. Sowohl der Stress, den man mit Kindern habe, als auch der Zauber mit ihnen werde spürbar, auch wenn das meiste zu schön sei, um wahr zu sein. Der Schlüssel für diese Strahlkraft ist für Tittelbach die Zwölf-Stunden-Dramaturgie, die auch in einer Alltagskomödie mit Kindern passe. Die Inszenierung sei liebevoll und die Besetzung bis in den Nebenrollen hinein stimmig, das Ende bleibe angenehm offen.
Oliver Armknecht gibt dem Film in seiner Kritik auf film-rezensionen.de insgesamt 6 von 10 Punkten. Ein Wahnsinnstag sei keine reine Liebeskomödie; so spielten die gegenseitigen Gefühle der zwei Hauptfiguren zunächst überhaupt keine Rolle. Stattdessen gehe es um einen chaotischen Tag, mit dem die Figuren zu kämpfen hätten. Dies sei zwar mitunter etwas konstruiert, aber die Zuschauer sollten schließlich ihren Spaß haben. Große Lacher blieben zwar aus, hin und wieder dürfe aber geschmunzelt werden. Der Wohlfühlfaktor des Films sei hoch, was insbesondere an den beiden Hauptdarstellern Mina Tander und Ulrich Brandhoff liege; auch die Szenen mit den Kindern könnten sich sehen lassen. Wenn auch ganz charmant, sei es nicht mehr als Berieselung.

### Einschaltquoten
Die Erstausstrahlung von Ein Wahnsinnstag im Ersten am 27. Mai 2022 sahen in Deutschland 3,42 Millionen Zuschauer, was einem Marktanteil von 13,6 % entsprach.